# Taganskaja (Kolzewaja-Linie)

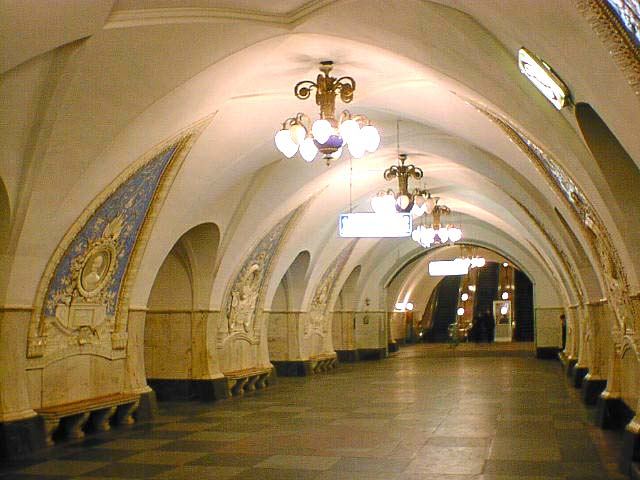
Bahnsteig der Taganskaja

Taganskaja (russisch Таганская (Ausspracheⓘ)) ist ein U-Bahnhof der Metro Moskau an der Ringlinie. Er ging am 1. Januar 1950 unter den ersten sechs Stationen der Ringlinie in Betrieb.

## Beschreibung
Wie alle Bahnhöfe der Kolzewaja-Linie ist Taganskaja eine Umsteigestation, und zwar sowohl zum gleichnamigen U-Bahnhof der radialen Tagansko-Krasnopresnenskaja-Linie als auch zur Station Marksistskaja der 1979 eröffneten Kalininskaja-Linie. Seinen Namen verdankt der U-Bahnhof Taganskaja der historischen Ortsbezeichnung Tagannaja Sloboda, die wiederum unter anderem für den heutigen Stadtteil Taganski und den dort gelegenen Taganskaja-Platz, unter dem der Bahnhof angelegt ist, namensgebend ist. Der heutige Platz entstand ab dem 18. Jahrhundert an der Kreuzung mehrerer Ausfallstraßen mit dem Erdwall, an dessen Stelle heute der Gartenring verläuft. Heute gilt der Taganskaja-Platz mit den drei anliegenden U-Bahnhöfen als Mittelpunkt des Stadtteils. In unmittelbarer Nähe zum Bahnhof befinden sich u. a. das Taganka-Theater und der Museumsbunker GO-42; folgt man der Jausa-Straße (russ. Яузская улица) Richtung Stadtkern, erreicht man nach einigen Minuten Fußweg die Mündung des Flüsschens Jausa in die Moskwa und dort vor allem das Zuckerbäcker-Wohnhaus an der Kotelnitscheskaja-Uferstraße sowie die Kirche St. Nikita an der Jausa.
Die Station verfügt selbst über einen Zugang von der Straße aus, kann jedoch auch von den beiden verbundenen Umsteigebahnhöfen aus erreicht werden. Der eigene Zugang der Taganskaja befindet sich in einem 1950 errichteten Vestibülgebäude, das sich mit weißem Wenjower Kalkstein und einem arkadenartigen Portikus schmückt. Von der Halle des Vestibüls aus führen Rolltreppen zum Bahnsteig in 53 Metern Tiefe. Vom gegenüberliegenden Bahnsteigende aus führen Treppen zum Übergang zur Tagansko-Krasnopresnenskaja-Linie. Die Treppen, über die man zum Durchgangstunnel in Richtung der Station Marksistskaja gelangen kann, finden sich seitlich in der Mitte des Bahnsteigs.

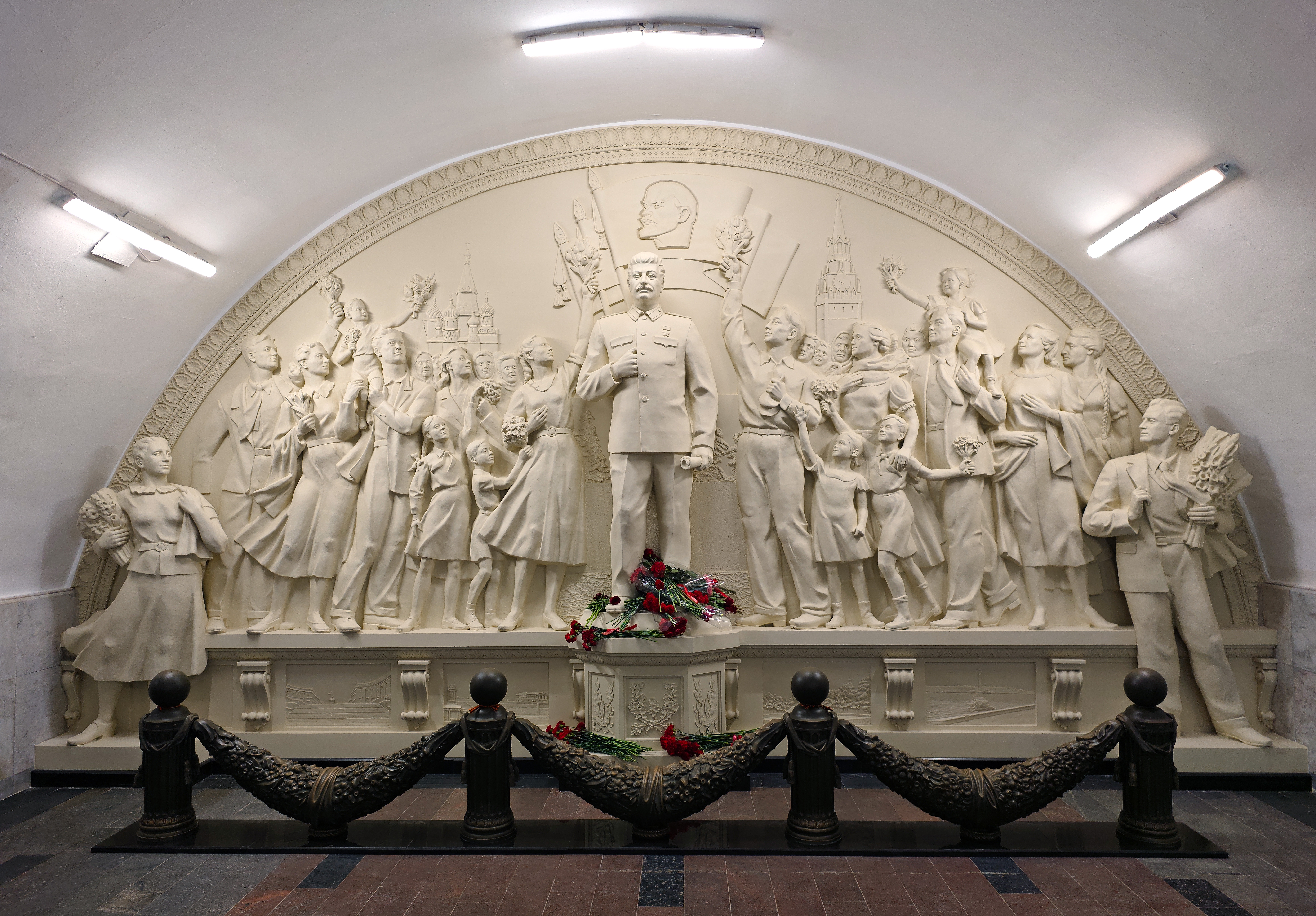
Das restaurierte Stalin-Relief im Jahr 2025

Wie alle anderen Ringlinienbahnhöfe der Moskauer Metro wurde auch Taganskaja architektonisch überaus aufwändig gestaltet. Das Gewölbe der 9,5 Meter breiten zentralen Bahnsteighalle wird von zwei Pylonenreihen gestützt und von Kronleuchtern abgeschlossen. Die mit weißem Marmor verkleideten Pylonen fallen vor allem durch die nach oben spitzen Kompositionen aus vergoldeten weißen Majolika-Ornamenten auf hellblauem Hintergrund auf. Die Motive der Ornamente drehen sich um Heldentaten der Sowjetarmee und der Partisanen im Großen Vaterländischen Krieg und in früheren Kriegen mit russischer Beteiligung. Den Mittelpunkt jeder Komposition bildet jeweils ein Medaillon mit Abbildung einer prominenten militärhistorischen Persönlichkeit, die Reliefe drumherum symbolisieren jeweils eine Heeresgruppe. Der Fußboden des Bahnsteigs ist in rotem und grauem Granit ausgeführt.
Ursprünglich befand sich an der Stelle des heutigen Zugangs zur Tagansko-Krasnopresnenskaja-Linie eine Skulpturenkomposition mit Darstellung eines von Kindern umgebenen Josef Stalin. Im Zuge der Entstalinisierung wurde jedoch diese Plastik durch Ornamente mit Porträt Lenins und den Wappen der Unionsrepubliken ersetzt. Beim Bau des Übergangstunnels Mitte der 1960er-Jahre wurde auch diese Komposition entfernt. Die Alte Stalinskulptur wurde 2025 wiederhergestellt. Unbekannte brachten Zitate Putins und Medwedews gegen Personenkult an.